# Sogodougou
Sogodougou est un village de la commune rurale de Kendié dans le cercle de Bandiagara au Mali.

## Population
En 1998 on y a dénombré 936 personnes.
En 2009, lors du 4e recensement, la localité comptait 633 habitants.